# Observatoire Paul Wild
L'observatoire Paul Wild, appelé également observatoire de Narrabri et observatoire de Culgoora, est une installation de recherche astronomique située à environ 24 km à l'ouest de Narrabri, dans la Nouvelle-Galles du Sud, en Australie. C'est le siège de l'Australia Telescope Compact Array et de l'observatoire solaire de Culgoora.
Le site lui-même et l'Australia Telescope Compact Array sont gérés par l'agence de recherche scientifique australienne, le CSIRO. L'observatoire solaire actuel est géré par la section de météorologie spatiale du Bureau of Meteorology australien,.
Le site est nommé en l'honneur du radioastronome australien Paul Wild, qui dirigea l'équipe qui construisit l'instrument pour lequel le site a été créé – le radiohéliographe de Culgoora, le premier radiohéliographe du monde – qui fonctionna entre 1967 et 1984.
L'Australia Telescope Compact Array a commencé à fonctionner sur le site en 1988.

## Installations actuelles
- Le Australia Telescope Compact Array – un radiotélescope interférométrique à six antennes[8]
- Le service de prévision ionosphérique (Service de météorologie de l'espace) de l'observatoire solaire de Culgoora[9],[4]
- Un noeud du Birmingham Solar Oscillations Network (en) (BiSON)[10]
- Un élément du Magnetic Data Acquisition System (MAGDAS) réseau mondial de magnétomètres[11],[12]

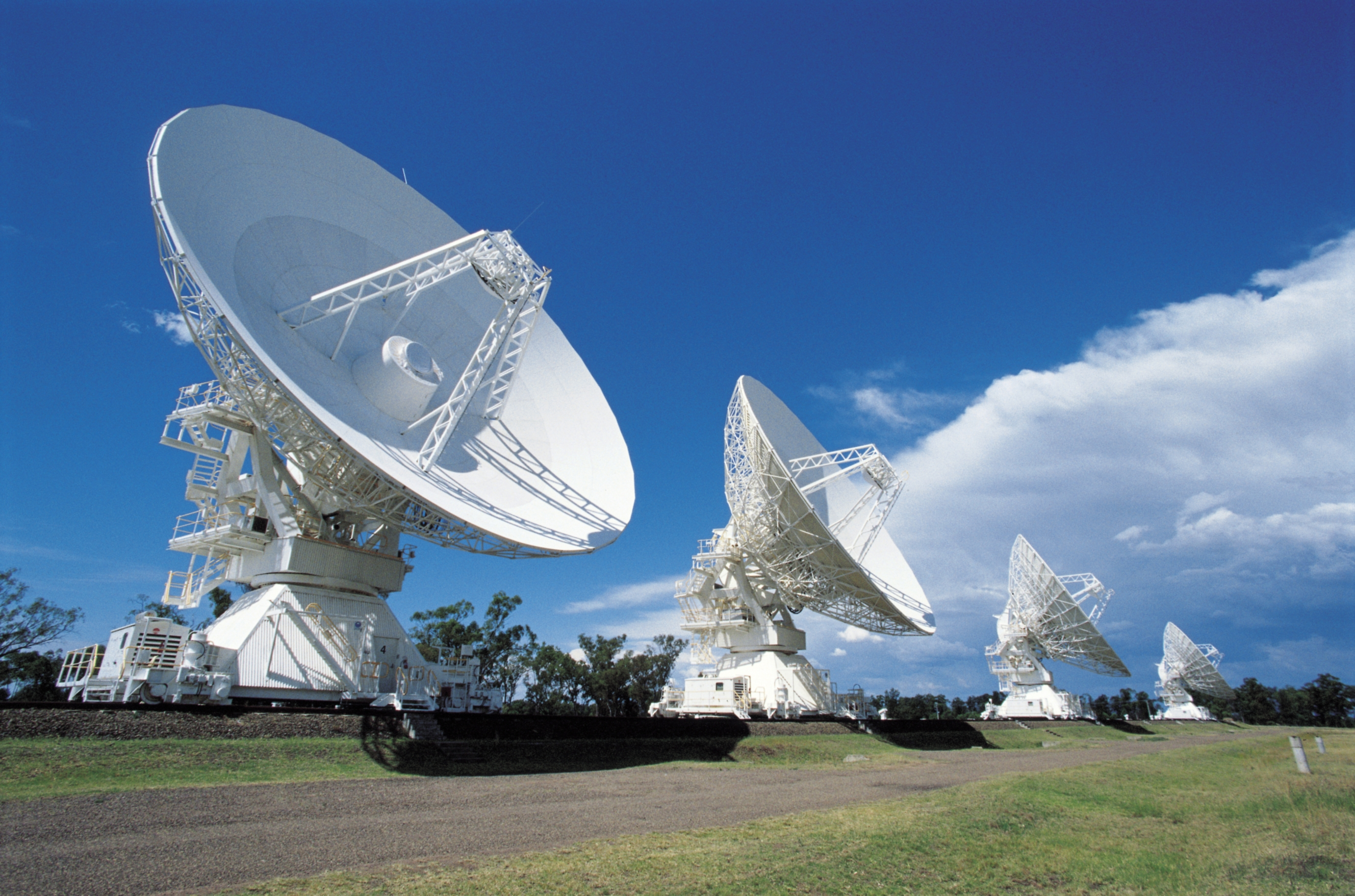
Quatre antennes du Compact Array.
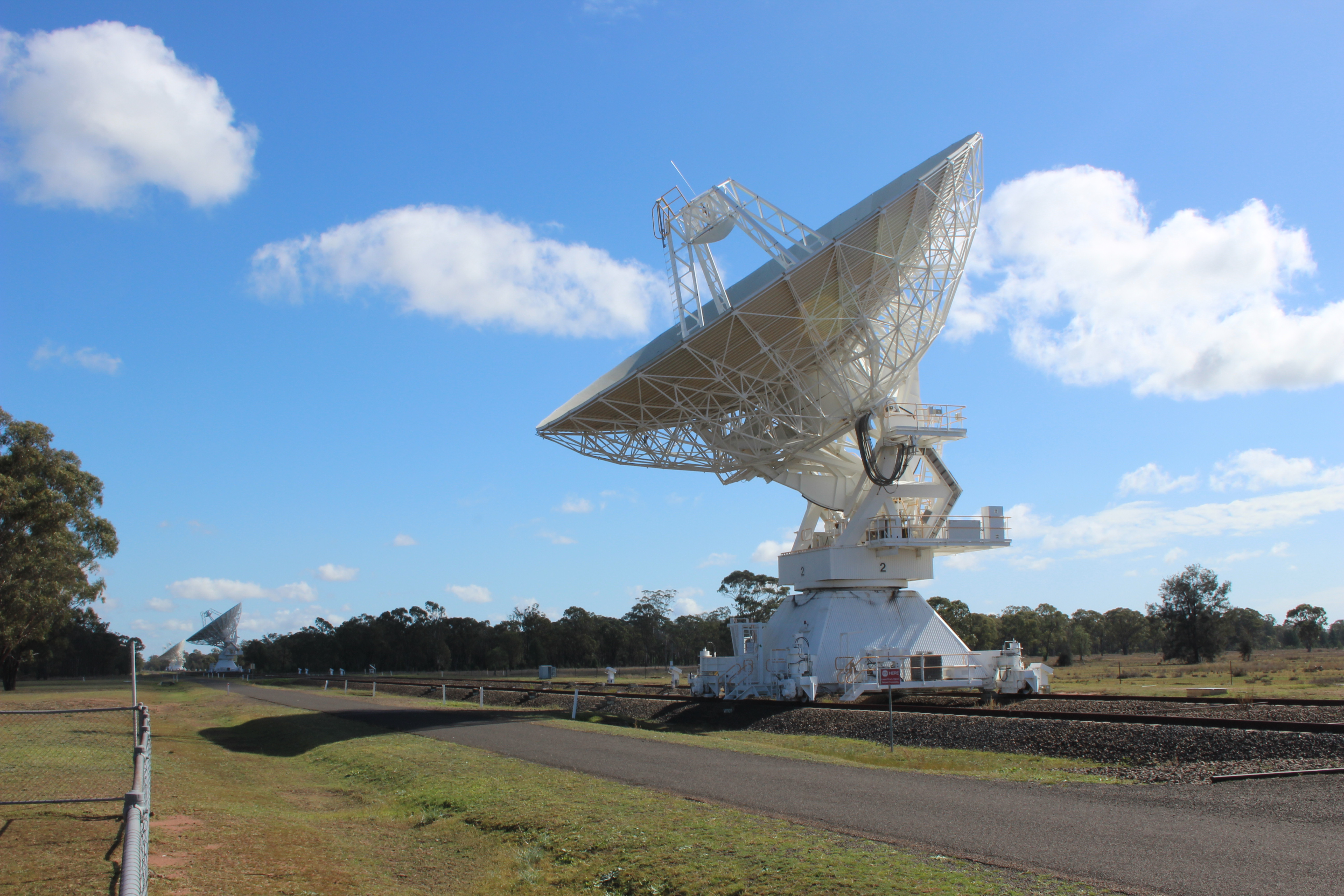
Antennes du Compact Array, montrant la voie ferrée.
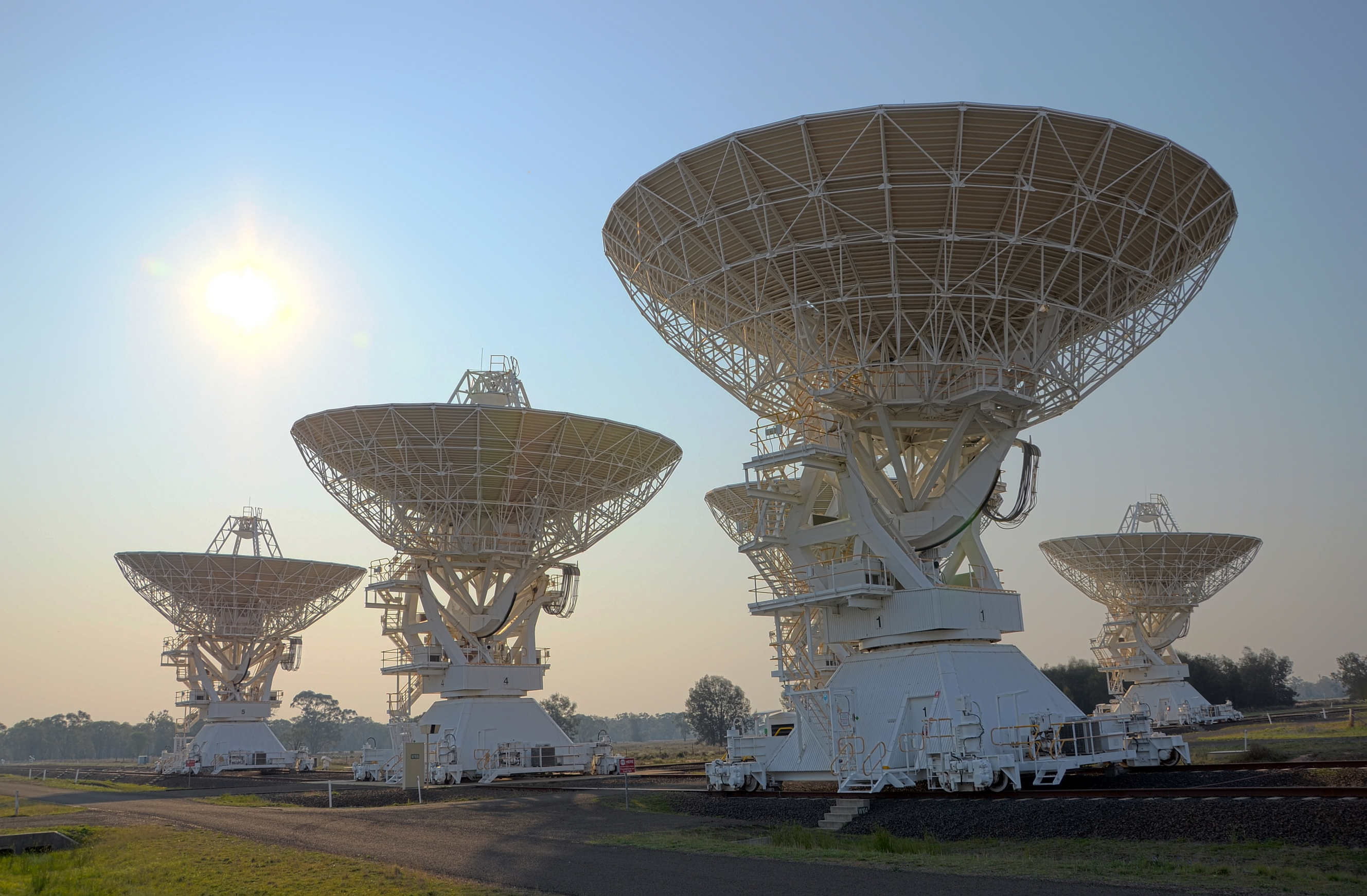
Un arrangement compact d'antennes, à la jonction de l'embranchement nord.
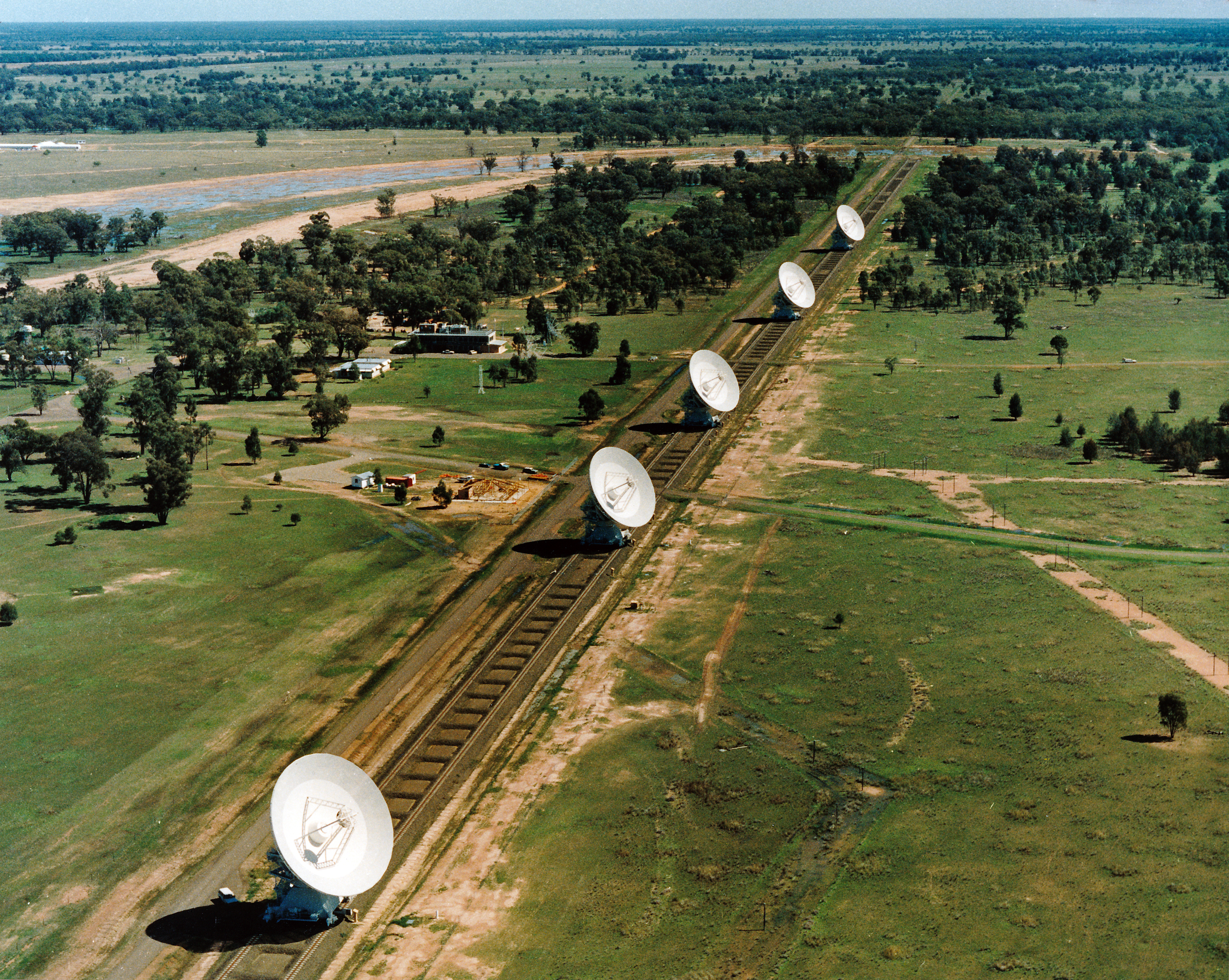
Voie est-ouest du réseau, avant la construction de l'embranchement nord. La sixième antenne est la plus distante.

## Dans les médias
La série télévisée d'aventure pour enfants Sky Trackers a été filmée sur le site dn 1993, les antennes de l'Australia Telescope Compact Array étant bien mises en évidence.

## Autres sites à proximité
En plus de l'observatoire Paul Wild, il existe une histoire de recherche astronomique sur d'autres sites dans la zone de Narrabri. Le Narrabri Stellar Intensity Interferometer (en) (NSII), le prédécesseur de SUSI (en), était situé à environ 10 km au nord de Narrabri.
Sur un site au sud de Narrabri, près du Bohena Creek, l'université de Durham exploita des télescopes à rayons gamma de 1986 à 2000. Le site du Bohena Creek avait été précédemment utilisé pour le Sydney University Giant Air Shower Recorder (SUGAR), pour la détection des rayons cosmiques.